# Jost Van Dyke
Jost Van Dyke to najmniejsza z czterech głównych wysp Brytyjskich Wysp Dziewiczych, o powierzchni 8 km². Wyspa położona jest na Morzu Karaibskim i leży w północnej części archipelagu Wysp Dziewiczych.
Jost Van Dyke, podobnie jak większość sąsiednich wysp, jest górzystą wyspą pochodzenia wulkanicznego. Najwyżej położonym punktem na wyspie jest Roach Hill o wysokości 321 metrów. Na wyspie znajduje się miejscowość Great Harbour.